# Aqueduc de Skopje
L'aqueduc de Skopje (en macédonien Скопски аквадукт) est un ancien aqueduc byzantin ou ottoman, situé à 2 km au nord-ouest du centre de la ville de Skopje, capitale de la Macédoine du Nord. C'est l'un des trois aqueducs que comptait la Yougoslavie et le seul en Macédoine. Sa date de construction est inconnue, il pourrait avoir été construit par les Romains ou les Byzantins, mais il n'a été probablement édifié qu'au XVIe siècle.

## Parcours

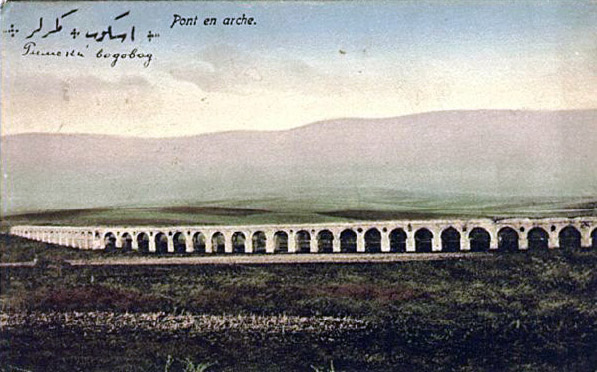
Vue d'ensemble de l'aqueduc sur une carte postale ottomane

L'aqueduc apportait les eaux d'une source de la Skopska Crna Gora, un massif montagneux qui se trouve au nord-ouest de la ville, vers la forteresse de Skopje. Il franchit la vallée de la Serava, une petite rivière, et parcourt un dénivelé de 300 mètres. La source utilisée se trouvait à Banyané, village situé à 480 mètres d'altitude, et distant de presque 10 kilomètres de Skopje. Les Ottomans s'en servaient pour approvisionner les hammams du vieux bazar de Skopje.

## Architecture
Les vestiges de l'aqueduc se composent de 50 arches d'un seul tenant, avec un virage très ouvert, en maçonnerie comprenant majoritairement des briques plates et du mortier, mais aussi des moellons en parement, alternant avec des chaînages de brique. Certains archéologues pensent que l'ensemble comptait à l'origine 200 arches.

## Développement et conservation
Le monument est usé et érodé par le temps et il est isolé de la ville puisqu'il se trouve entre l'autoroute M3 et la caserne Ilinden, propriété de l'armée macédonienne. Il est également peu connu des Skopiotes et n'est pas une grande attraction touristique. Il existe toutefois plusieurs projets de réhabilitation de la zone, par exemple la conversion des terrains militaires en quartier résidentiel et la mise en valeur de la vallée de la Serava.